# (4354) Euclide
Pour les articles homonymes, voir Euclide (homonymie).
(4354) Euclide, désignation internationale (4354) Euclides, est un astéroïde de la ceinture principale.

## Description
(4354) Euclide est un astéroïde de la ceinture principale. Il fut découvert par Van Houten et Tom Gehrels le 24 septembre 1960 à l'observatoire Palomar. Il présente une orbite caractérisée par un demi-grand axe de 2,795 UA, une excentricité de 0,209 et une inclinaison de 7,424° par rapport à l'écliptique.
Il fut nommé en hommage au mathématicien de la Grèce antique, Euclide.

## Compléments